# 요한 블레이크
요한 블레이크(Yohan Blake, 1989년 12월 29일 ~ )는 100m와 200m 단거리달리기를 전문적으로 활약한 자메이카의 육상 선수이다. 대한민국 대구에서 개최된 2011년 세계 육상 선수권 대회 100m를 우승하고 2012년 런던 올림픽에서 100m와 200m 은메달을 획득하였다. 그는 그의 별명이 "야수"로 알려졌다.
블레이크의 100m 개인 전력 9.69초는 타이슨 게이와 동등하게 우사인 볼트에 이어 세번째로 가장 빠른 기록이 되었다. 그는 100m의 국내 주니어 기록을 보유하고 10초 장벽을 깨는 데 최연소 선수이다. 2009년 도핑 테스트에서 실증이 되어 다른 3명의 선수들과 더불어 3달간 출전을 정지당하였다.

## 어린 시절
세인트제임스구에서 태어난 블레이크는 스패니시타운에 있는 세인트 제이고 고등학교에서 수학하면서 크리켓을 시작하였다.

## 경력

### 주니어
블레이크는 100m를 10.11초와 함께 자메이카 주니어 단거리달리기 선수로서 가장 빠른 시간을 세웠다. 기록은 자신이 400m 릴레이 팀 금메달을 획득한 카리브해 자유 무역 협회 경기에서 세워졌다. 이로 인하여 가장 두드러진 선수로서 오스틴 실리 트로피를 수상하였다.
블레이크는 2009년 리복 그랑프리에서 100m "B" 경주를 우승하였다. 7월에 열린 골든 갈라에서 그의 공적은 의미있는 향상을 대표하였다. 그는 시니어 레블에서 심각한 경쟁자로서 자신을 증명하였다 - 타이슨 게이와 아사파 파월에 밀려 3위를 하고 9.96초로 달려 10초 장벽을 깬 자신의 전력을 향상시킨 최연소 육상 선수가 되었다. 아레바 대회에서 훈련 파트너 볼트와 대니얼 베일리에 밀려 3위를 하고나서 9.93초롤 향상시켰다.
2009년 세계 육상 선수권 대회에 대비하여 그는 마빈 앤더슨과 셰리-앤 브룩스와 함께 도핑 테스트에 실증되어 3달간 출전 정지를 당하였다.

### 세계 선수권
대구에서 열린 2011년 세계 육상 선수권 대회에서 블레이크는 편하게 결승전 진출을 이루었다. 볼트의 실격에 이어 블레이크는 9.92초와 함께 금메달을 획득하였다. 21세 245일로 그는 또한 최연소 100m 세계 챔피언이 되어 1983년 세계 육상 선수권 대회 챔피언 칼 루이스(22세 38일)를 갱신하였다. 볼트와 다른 자메이카 동료 선수들과 함께 400m 릴레이에서 37.04초와 함께 2008년 베이징 올림픽에서 자메이카 팀이 세운 세계 기록을 때고 우승을 거두었다.
그해 취리히에서 열린 IAAF 다이아먼드 리그에서 블레이크는 개인 전력 9.82초와 함께 100m에서 아사파 파월을 꺾었다. 1주 후에 브뤼셀에서 그는 200m 개인 전력 19.26초와 함께 2011년 세계 선두 기록을 세워, 2010년 모나코에서 세운 19.78초로부터 0.52초보다 더욱 향상시켜 그 종목의 사상 최고의 두번째로 가장 빠른 시간이 되었다.

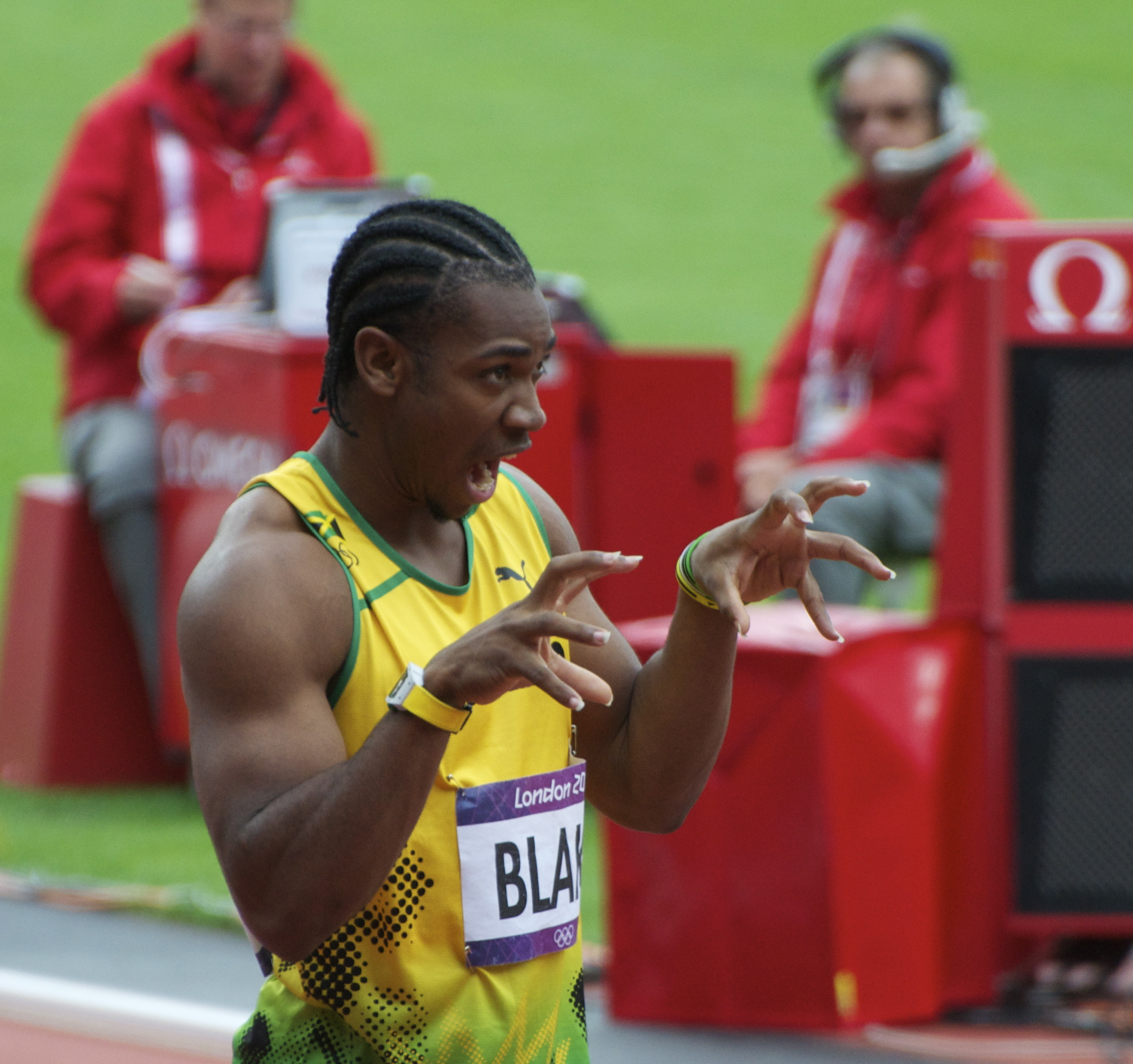
자신의 "야수!" 포즈를 하고 있는 블레이크

### 최근
자신의 2012년 시즌을 강하게 시작하면서 4월의 U테크 클래식에서 시즌의 첫 10초 이하의 시간(9.90초)를 등록하였다. 자메이카 올림픽 선발 시합에 앞서, 케이맨 초대 경기에서 9.84초를 달렸다. 선발 시합에서는 9.75초와 함께 100m에서 우사인 볼트를 꺾었다. 200m에서도 19.80초와 함께 볼트를 앞섰다.
2012년 런던 올림픽은 블레이크가 처음으로 참가한 올림픽이었다. 볼트의 100m 타이틀에 심각한 위협으로 온 그는 100m 결승전에서 9.75초로 볼트에게 밀려 2위를 하였다. 200m에서도 볼트에게 밀리면서 19.44초로 은메달을 땄다.
400m 릴레이에서 블레이크는 세번째 주자로 뛰면서 자메이카 팀은 세계 신기록 36.84초로 금메달을 획득하였다.
8월 23일 로잔에서 열린 다이아먼드 리그에서 100m를 9.69초로 달려 볼트에 이어 타이슨 게이와 함께 역사상 세번째로 가장 빠른 선수가 되었다.
2016년 리우데자네이루 올림픽에서 그는 100m에서 9.93초와 4위를 하고 200m 결승전에 도달하는 데 실패하였지만, 400m 릴레이 2연패에 성공하였다.
2018년 골드코스트에서 열린 코먼웰스 게임에서는 100 경주와 400m 릴레이에서 2개의 동메달을 획득하였다.